# 大荒沟
大荒沟位于中华人民共和国吉林省榆树市境内，是拉林河左岸支流，发源于榆树市西部刘家镇吉顺村朝阳堡，蜿蜒东北流，经先峰乡新发水库、恩育乡苏家岗水库、弓棚镇东胜桥、太安乡罗英屯、骆家桥、八号镇六号村、育民乡小八号、爱民村、红星乡二号村、于家大桥，于郝家村西北注入拉林河。河长69.5千米，河道平均比降0.7‰，流域面积643平方千米。年均径流量0.51亿立方米。大荒沟河谷狭长，洪水陡涨陡落，河道泄水能力差，每当暴雨易造成洪涝灾害。